# Vincenzenbronn

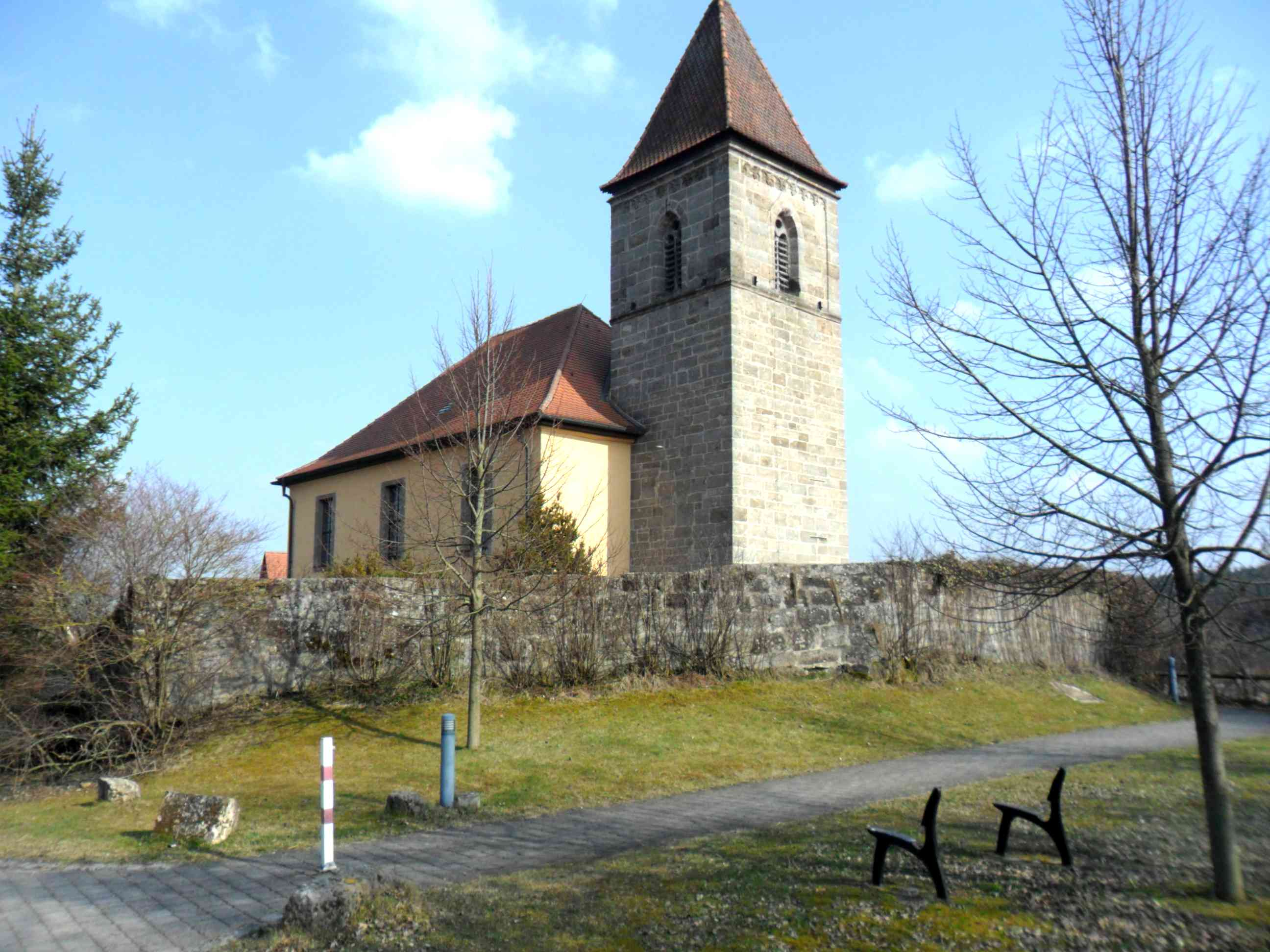
St. Laurentius

Vincenzenbronn (fränkisch: „Brun“) ist ein Gemeindeteil der Gemeinde Großhabersdorf im Landkreis Fürth (Mittelfranken, Bayern). Vincenzenbronn liegt in der Gemarkung Fernabrünst.

## Geographie
Das Kirchdorf liegt nördlich der Bibert am Südhang des Herbstbucks. Durch den Ort fließt der Petersgraben, der 250 Meter weiter südöstlich als linker Zufluss in die Bibert mündet. Der Ort ist von Acker- und Grünland umgeben. Im Westen heißt das Flurgebiet Melben, im Norden Am Kleinen Anger und im Nordwesten Mark.
Die Staatsstraße 2245 führt nach Großhabersdorf (2,4 km südwestlich) bzw. nach Ammerndorf (2,4 km nordöstlich). Gemeindeverbindungsstraßen führen nach Vogtsreichenbach (1,8 km nördlich), nach Rütteldorf (2 km nordwestlich) und nach Fernabrünst zur Kreisstraße FÜ 20 (1,9 km südlich). Ein Anliegerweg führt zur Bubenmühle (0,3 km südöstlich).

## Geschichte
Der Ortsname leitet sich vom ersten Patron der Kirche, einem Heiligen Vinzenz, ab. Das Wort Bronn deutet auf einen Brunnen oder eine Quelle hin, die bei der Gründung des Dorfes bedeutend war. Anfangs hieß der Ort Bronn, Brunn oder Prunn. 1370 wurde der Ort erstmals als „Vincencenprunne“ urkundlich im Urbar des Burggrafentums erwähnt. Friedrich V. von Nürnberg hatte vom Hochstift Bamberg einige Anwesen – möglicherweise auch den ganzen Ort – zu Lehen erhalten. Schon 1387 verkaufte Friedrich „dem ehrsamen man Bartholden Pfintzig dem jungen, burger zu Nüremberg, und frawn Agata, seiner elichen wirtyn, alle vnser gut, die mir haben und biz her gehabt haben zu Vincencenprunn“. Nach dem Rückkauf des Lehens ging es 1401 an den Nürnberger Bürger Conrad Prünster für 1500 Gulden mit dem Recht des Wiederkaufs. 1402 ist im Salbuch des Klosters Heilsbronn Klosterbesitz in „Brunn sancti vincentis“ eingetragen. Im Jahr 1409 erhielten Martin Haller und Conrad Prünster Güter des Klosters im Tausch gegen Güter in Ammerndorf. Die Urkunde lautet: „ich Conrad Prünstner Bürger zu Nürnberg bekenne öffentlich mit diesem Brief für mich und meine Erben, dass ich für den Hochgeborenen Fürsten und Herrn, Herrn Burggraf Friedrich zu Nürnberg meinen gnädigen Herrn das Dorf Vincenzenbronn gekauft habe“.
Die meisten Dörfer in der unmittelbaren Umgebung zur Alten Veste wurden 1632 im Dreißigjährigen Krieg von den Truppen Wallensteins beim Rückzug zerstört. Vincenzenbronn wurde kurz nach dem 24. Juni 1632 abgebrannt und bis auf zehn Zimmer zerstört. Dabei starben 107 Personen. Auch die Kirche und die Schule waren abgebrannt, nur die Redenbacher’sche Mühle, die heutige Bronnenmühle, blieb unversehrt. 1661 wurde die Kirche wieder aufgebaut, aber auf Grund von Baumängeln musste nach 87 Jahren die heutige Kirche erbaut werden. 1665 wurde die Schule wieder aufgebaut, die Lehrkräfte waren nebenbei auch Mesner und Bader.
Gegen Ende des 18. Jahrhunderts gab es in Vincenzenbronn 24 Anwesen. Das Hochgericht übte das brandenburg-ansbachische Oberamt Cadolzburg aus. Über die brandenburg-bayreuthischen Untertanen übte das Stadtvogteiamt Markt Erlbach das Hochgericht in begrenztem Umfang aus. Die Dorf- und Gemeindeherrschaft hatte das brandenburg-ansbachische Kastenamt Cadolzburg. Grundherren waren das Kastenamt Cadolzburg (drei Höfe, drei Halbhöfe, drei Güter, drei Gütlein, zwei Häuser, eine Mühle, eine Schmiede, ein Hirtenhaus), die Kirche Vincenzenbronn (ein Haus), das brandenburg-bayreuthische Kastenamt Dietenhofen (ein Gut, ein Wirtshaus, ein Haus), das Rittergut Neudorf (ein Halbhof, ein Gut) und der Nürnberger Eigenherr von Löffelholz (ein Viertelhof).
1792 ging das Fürstentum Ansbach – und damit auch Vincenzenbronn – in das Königreich Preußen über. Von 1797 bis 1808 unterstand der Ort dem Justiz- und Kammeramt Cadolzburg. 1804 gab es im Ort 21 Anwesen, von denen 16 dem Oberamt Cadolzburg unterstanden.
Im Rahmen des Gemeindeedikts wurde Vincenzenbronn dem 1808 gebildeten Steuerdistrikt Fernabrünst und der im selben Jahr gegründeten Ruralgemeinde Fernabrünst zugeordnet. Mit einer Unterschriftensammlung wurde Anfang der 1970er Jahre die Eingliederung nach Großhabersdorf angestrebt. Bei der Gebietsreform in Bayern wurde die Gemeinde Fernabrünst aufgelöst und am 1. Januar 1972 in die Gemeinde Großhabersdorf eingegliedert.

### Baudenkmäler
- Kirchbergstraße 6: Evangelisch-lutherische Filialkirche St. Laurentius[10]
- Vincenzenbronner Hauptstraße 29: Dreiseithof[10]

### Einwohnerentwicklung
| Jahr      | 001818 | 001840 | 001861 | 001871 | 001885 | 001900 | 001925 | 001950 | 001961 | 001970 | 001987 | 002022 |
| Einwohner | 138    | 187    | *226   | 210    | 202    | 159    | 171    | 232    | 254    | 259    | 263    | 344    |
| Häuser    | 25     | 27     |        |        | 29     | 29     | 30     | 40     | 57     |        | 71     |        |
| Quelle    | [ 12 ] | [ 13 ] | [ 14 ] | [ 15 ] | [ 16 ] | [ 17 ] | [ 18 ] | [ 19 ] | [ 20 ] | [ 21 ] | [ 22 ] | [ 1 ]  |

## Religion
Der Ort ist seit der Reformation evangelisch-lutherisch geprägt und bis heute nach St. Walburg (Großhabersdorf) gepfarrt. Die Einwohner römisch-katholischer Konfession sind nach St. Walburga (Großhabersdorf) gepfarrt.

## Verkehr
Beinahe parallel zur Staatsstraße 2245 verlief zwischen dem 22. Mai 1914 und dem 26. September 1986 die Bibertbahn, an welcher Vincenzenbronn einen Haltepunkt hatte. Sie verband den Ort am Bahnhof Nürnberg-Stein in Gebersdorf mit der Bahnstrecke Nürnberg–Crailsheim, fast alle Züge wurden nach Nürnberg Hauptbahnhof durchgebunden. Schon vor der Stilllegung des Zugverkehrs verband der Bahnbus den Ort mit Nürnberg und Fürth. Nach der Stilllegung wurden die Fahrten nach Nürnberg zum U-Bahnhof Rothenburger Straße umgeleitet und zum Start des Verkehrsverbund Großraum Nürnberg im September 1987 als Linie 113 vollständig in den Verbund integriert. 1988 übernahm die 100%ige Bahntochter Omnibusverkehr Franken die Konzession. Am 15. Juni 2008 wurde die Verbindung mit der Eröffnung der U-Bahn zur Gustav-Adolf-Straße bis zum dortigen Busbahnhof verkürzt.